# Johannes von Schwerin
Johannes von Schwerin (auch Johann[es], Graf von Schwerin; als Erzbischof von Riga Johann[es] III.; † vor dem 19. Dezember 1300 in Anagni) war von 1294/95 bis 1300 Erzbischof von Riga.

## Leben
Seine Eltern waren Graf Gunzelin III. von Schwerin († 1274) und Margarete von Rostock. Sein Bruder Gunzelin IV. war von 1273 bis 1279 Schweriner Domherr.
Erstmals urkundlich belegt ist Johannes am 6. Dezember 1267 als Domherr von Cammin bzw. Magdeburg. 
Am 6. März 1267 reservierte ihm Papst Clemens IV. die nächste frei werdende Präbende beim Schweriner Domkapitel. Als Domherr von Schwerin ist er seit dem 9. Juni 1279 belegt. Ab 1295 muss er auch das Thesaurariat innegehabt haben, da er bei seiner Bestätigung zum Erzbischof von Riga als solcher tituliert wurde.
Nach dem Tod des Rigaer Erzbischofs Johannes von Vechta 1294 wählte das Domkapitel Johannes von Schwerin zu dessen Nachfolger. Deshalb reiste er nach Rom, wo er nach dem Verzicht auf das Recht aus der Rigaer Wahl von Papst Bonifaz VIII. am 18. April 1295 zum Erzbischof von Riga ernannt und geweiht wurde.
1296/97 brachen die seit langem bestehenden Streitigkeiten zwischen der Stadt Riga und dem Deutschen Orden von Neuem aus, wobei es u. a. um die Errichtung einer Brücke ging. Obwohl sich der aus Flandern zurückgekehrte Erzbischof um eine Schlichtung bemühte, konnte er nicht verhindern, dass Rigaer Bürger am 30. September 1297 den Jürgenshof stürmten und 60 Ordensritter sowie den Komtur umbrachten. Nachdem es dem Orden unter der Führung des Landmeisters gelang, die Gegner zu besiegen, wurde Erzbischof Johannes auf der Ordensburg Fellin gefangengesetzt. Dort wurde er zu einem Vertrag genötigt, mit dem dem Orden die Verwaltung der Stiftsgüter übertragen wurde. Durch eine Initiative des Papstes wurde Erzbischof Johannes freigelassen. Er verließ Riga und begab sich an die Kurie. Vor dem 19. Dezember 1300 starb er in Anagni. Sein Bestattungsort ist unbekannt.